# 上水官立中學
上水官立中學（英語：Sheung Shui Government Secondary School，簡稱SSGSS），位於新界上水，是香港一所官立中文中學。此校前身為1961年創立的荃灣官立工業中學，於1991年遷校及改辦文法中學，並改為現名。

## 歷史
此校前身為1961年創立的「荃灣官立實用中學」，僅開設初中；三年後，原校應政府政策而改辦工業中學，班級擴展至中五。
由於原校校舍不符合標準，加上香港工業式微及北區學額需求上升。因此，政府於1991年起遷置此校至現址，並改為提供常規課程的完全中學；而舊校舍則仍為工業中學，但於同年起停止招生及縮班，直至1994年全面遷校為止。
自原校創校至遷校初期，新、舊校舍均採用英語授課。及後，因此校不符合繼續以英語授課的標準，於1998年被勒令改為中文中學，並維持至今。

## 校舍

### 上水現存校舍
此校現存校舍為一所1988年版中學靈活式校舍，佔地7,500平方米，本身設26間課室及各種特別室，並於2001-03年間加建新翼。重置校舍由劍虹建築工程承建，於1991年建成遷入。

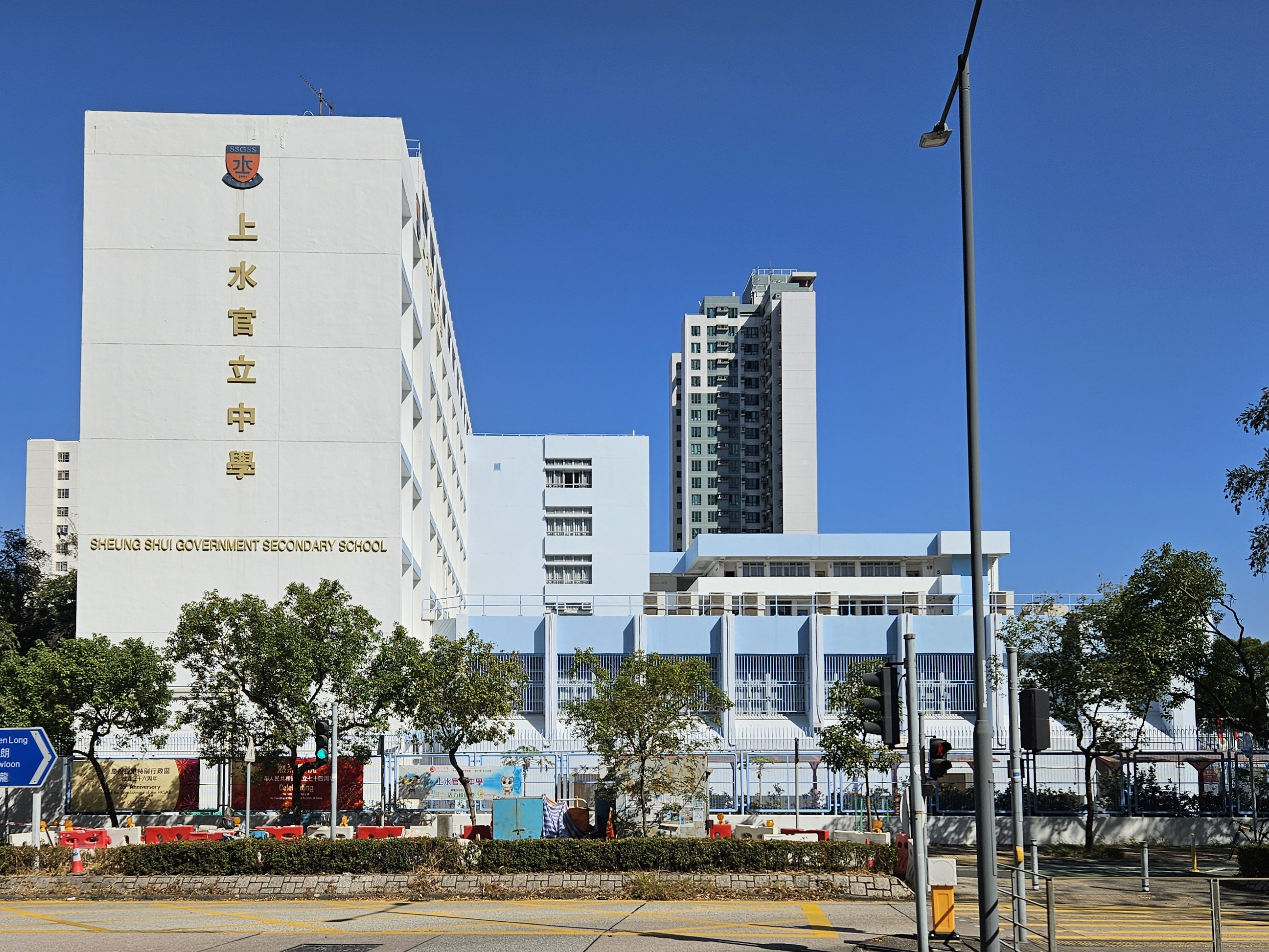

### 荃灣舊校舍
此校舊址位於城門道7號，為一所非標準校舍，由舊荃灣官立小學校舍改裝，本身設4間課室，及後於1962年進行擴建，以增加額外4間課室及工場。
隨著此校於1994年遷出，舊校舍隨即改建為教育署屬下的「馮漢柱資優教育中心」，並使用至2006年；及後，原址再改作香港考試及評核局荃灣評核中心。

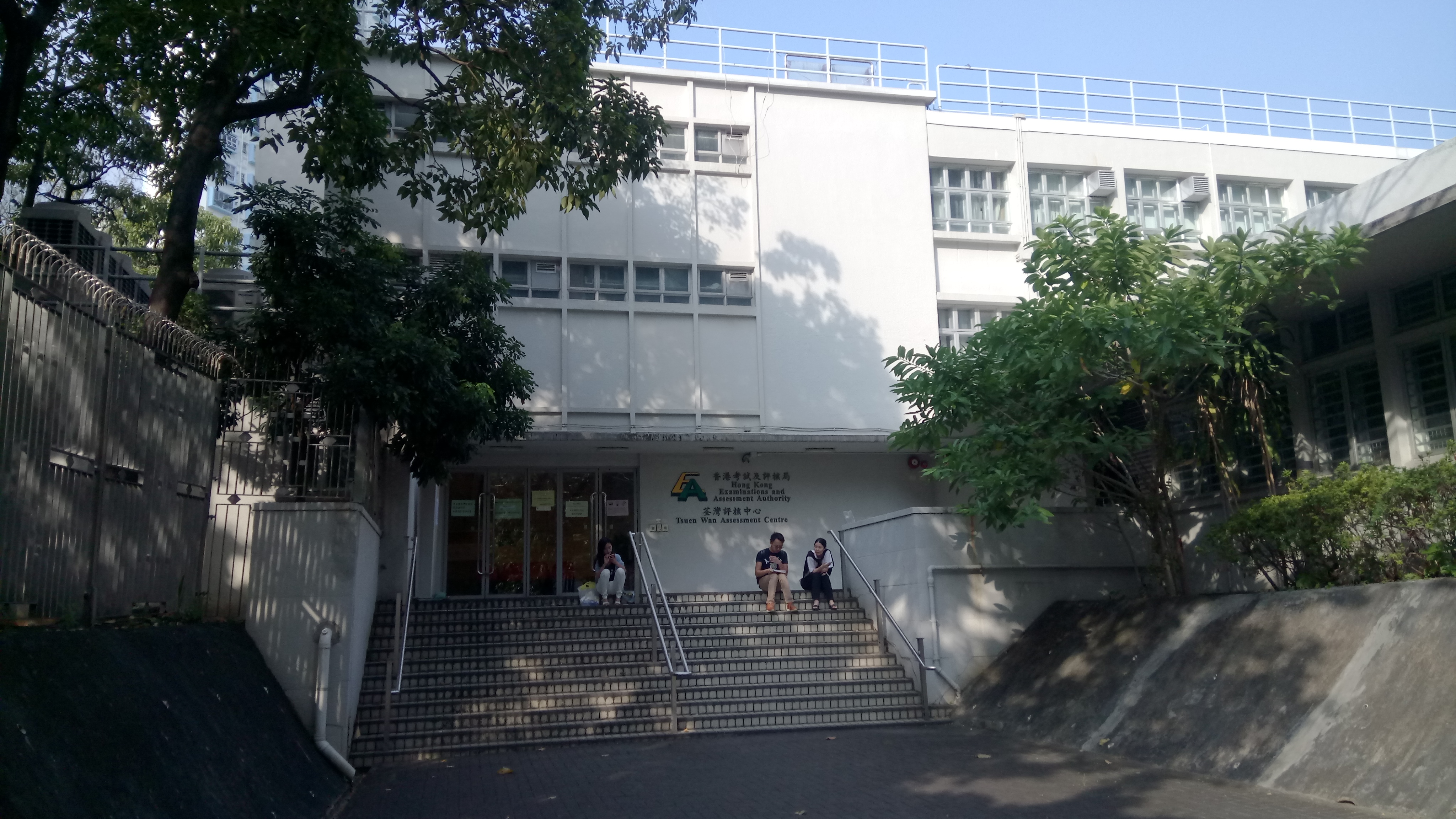
荃灣舊校舍，現為考評局荃灣評核中心

## 歷任校長

### 舊校舍
- 1961年至1964年：丁紹生 先生（創校校長）[14]
- 1964年至1968年：S.A.E. Fraser 先生
- 1968年至1971年：趙不辛 先生[15]
- 1971年至1975年：江之䤆 先生
- 1975年至1977年：孫志成 先生
- 1977年（9-10月）：潘煒棠 先生
- 1977年（10月）至1979年：江紹忠 先生[16]
- 1979年至1981年：黃柏棟 先生
- 1981年至1984年：鄧炳良 先生
- 1984年至1985年：王忠義 先生
- 1985年至1987年：吳業亨 先生[17]
- 1987年至1989年：劉海東 先生[18]
- 1989年至1990年：鄧欽文 先生
- 1990年至1992年：劉繼海 先生
- 1992年至1993年：趙炳浩 先生
- 1993年至1994年：鄭劉玉瓊 女士

### 新校舍
- 陳國柱 先生[8]
- ？至2000年：李樂然 先生[19]
- 2000年至2007年：梁民煒 先生[20]
- 2007年至2010年：陳有 先生[21]
- 2010年至2011年：袁家頌 女士[22]
- 2011年至2012年：陳家偉 先生[23]
- 2012年至2013年：馮黎妙賢 女士[24]
- 2013年至2014年：殷見觀 女士[25]
- 2014年至2015年：郭建華 先生[26]
- 2015年至2016年：李慧冰 女士[27]
- 2016年至2018年：鄭邵錦嫦 女士[28]
- 2018年至2019年：林月華 女士
- 2019年起：李隆熙 先生（現任校長）

## 著名/傑出校友
- 林祖舜：高登討論區行政總裁
- 杜緻朗（1997年中五）：香港電影編劇[29]
- 周顯揚（1997年中五）：香港電影導演
- 衛詩雅（2002年中五）：香港女藝人[註 3]
- 袁澧林（2012年中七）：香港女藝人

## 外部連結
- 官方网站